# Alton (Maine)
Alton – miasto w Stanach Zjednoczonych, w stanie Maine, w hrabstwie Penobscot.